# Чирский (посёлок)
Чи́рский — посёлок в Советском районе Ростовской области.
Административный центр Чирского сельского поселения.

## История
В 1963 году Указом Президиума ВС РСФСР посёлок «Центральная усадьба молсовхоза» переименован в Чирский.

## Население
| 2010 |
| ---- |
| 612  |

## Улицы
| - ул. Дорожная, - ул. Кирпичная, - ул. Поперечная 1-я, - ул. Поперечная 2-я, - ул. Поперечная 3-я, - ул. Поперечная 4-я, - ул. Речная, | - ул. Садовая, - ул. Северная, - ул. Школьная 1-я, - ул. Школьная 2-я, - ул. Шоссейная, - проезд Кленовый, - проезд Парковый. |

## Достопримечательности
В посёлке имеется мемориал, где захоронены воины, погибшие при освобождении хутора в декабре 1942 года. На стеле установлены плиты с именами погибших в ВОВ односельчан.